# 世界六大一覧
世界六大一覧（せかいろくだいいちらん）は、世界を代表する六つの事物の一覧である。

## 歴史
- 六大文明
  - エジプト文明、メソポタミア文明、インダス文明、黄河文明。以上の四大文明にメソアメリカ文明（マヤ文明、オルメカ文明、テオティワカン文明などの総称）、アンデス文明（アンデス地帯に起こった小文明の総称）を加えたもの[1]

## 地理
- 六大陸
  - ユーラシア大陸、アフリカ大陸、北アメリカ大陸、南アメリカ大陸、オーストラリア大陸、南極大陸[2]
- 六大州　
  - アジア州、ヨーロッパ州、アフリカ州、北アメリカ州、南アメリカ州、オセアニア州[3]
- 世界六大都市 - 1902年
  - ロンドン、ニューヨーク、パリ、ベルリン、シカゴ、ウィーン[4]
- 世界六大都市群 - 中国科学院地理科学資源研究所の見解
  - 長江デルタ都市群、大西洋沿岸都市群（米国）、北米五大湖都市群、英ロンドン都市群、欧州北西部都市群、日本太平洋沿岸都市群[5]
- 世界六大猫スポット
  - アーネスト・ヘミングウェイ博物館(フロリダ州キーウェスト)、トッレ・アルジェンティーナ広場(ローマ)、カルカン(トルコ・アンタルヤ県)、侯硐(台湾新北市瑞芳区)、田代島(宮城県石巻市)、相島(福岡県糟屋郡新宮町)[6]
- 世界六大森林
  - アマゾンの熱帯雨林、トンガス国立森林公園（米国）、コミの原生林（ロシア・コミ共和国）、デインツリー国立公園（オーストラリア）、ワイポウア森林保護区（NZ）、シーサンパンナ（中国・雲南省）[7]

## 社会
- 世界六大強国 - 1912年の書籍による 
  - イギリス、フランス、ドイツ、ロシア、アメリカ、日本[8]

### 経済
- 世界六大市場 - 外交専門誌『フォーリンアフェアーズ（FA）』が2014年に選定した「今後５年間グローバル投資家が注目すべき市場」
  - 韓国、メキシコ、ポーランド、トルコ、インドネシア、フィリピン[9]
- 六大会計事務所（グローバル大手6社）
  - BDO, Deloitte, EY, Grant Thornton, KPMG, PwC[10]
- 六大国際ブランド（クレジットカード）
  - Visa、Mastercard、アメリカン・エキスプレス、JCB、Diners Clubの5大国際ブランドに銀聯を加えたもの[11]

### 教育
- 世界のトップ六大学 - 英国の専門誌が発表したランキングによる
  - 1.カリフォルニア工科大学、2.オックスフォード大学、3.スタンフォード大学、4.ケンブリッジ大学、5.マサチューセッツ工科大学、6.ハーバード大学[12]

## 工学・技術
- 六材料 - 各種道具の製造 
  - 金、石、土、木、草、獣(皮)[13]
- 電球の六大発明
  - 実用炭素電球（エジソン、1879）、引き線タングステン電球（クーリッジ、1910）、ガス入り電球（ラングミュアー、1913）、二重コイル電球（三浦、1921）、内面つや消し電球（不破、1925）、ハロゲン電球（モスビー、1959）[14]
- 補聴器六大メーカー
  - シバントス（シグニア補聴器。独シーメンスの補聴器部門が2015年に独立）、オーティコン（丁）、フォナック（瑞。1947年創業）、スターキー（米）、GNリサウンド（丁）、ワイデックス（丁）[15]
- 時計六大巨頭
  - パテック・フィリップ、ヴァシュロン・コンスタンタン、オーデマ・ピゲ、Ａ.ランゲ＆ゾーネの「時計四天王」にブレゲとジャガー・ルクルトを加えたもの[16]
- 世界IT六大巨頭 - 2018年
  - Apple、IBM、Google、Microsoft、Amazon、Facebook[17]
- 世界六大ソーシャル - 世界最大のソーシャルおよびメッセージング企業
  - Facebook、Pinterest、Snap、Twitter、Tencent、Weibo（微博）[18]
- スマホメーカー世界6強 - 2017年第2四半期
  - ファーウェイ、シャオミ、OPPO、vivo（中国）、サムスン（韓国）、アップル（米国）[19]

## 産業
- 六畜
  - 牛、馬、豚、羊、鶏、犬[20]
- 世界六大茶種
  - 緑茶、紅茶、ウーロン茶、白茶、黒茶（プーアル茶）、黄茶[21]
- 六大織物繊維 - 1956年
  - 綿花、羊毛、生糸、スフ糸、スフ、化繊[22]
- 六大ウイスキー
  - スコッチ・ウイスキー、アイリッシュ・ウイスキー、カナディアン・ウイスキー、アメリカン・ウイスキー、ジャパニーズ・ウイスキー。以上の五大ウイスキーに台湾シングルモルトウイスキーを加えたもの[23]

## 文化
- 六部門（ノーベル賞）
  - 物理学、化学、生理学・医学、文学、平和、経済学[24]
- 世界の六大金剛石（ダイアモンド） - 1887年の書籍による。個別の石のカタカナ表記は1979年の書籍[25]に従い改めたものもある
  - コ・イ・ヌール（英国。109カラット）、ブラジルの星（131カラット）、リーゼント（仏。141カラット）、オーロフ（露。200カラット）、皇帝（墺。203カラット）、レージャー王（ボルネオ。386カラット）[26]
- 世界六大ジュエラー
  - ハリーウィンストン、カルティエ、ティファニー、ブルガリ、グラフ・ダイヤモンド、ヴァンクリーフ・アンド・アーペルズ
- 世界6大ディズニーランド
  - カリフォルニア・ディズニーランド・リゾート、ウォルト・ディズニー・ワールド・リゾート、東京ディズニーリゾート、ディズニーランド・パリ、香港ディズニーランド・リゾート、上海ディズニーリゾート[27]

## スポーツ
- 世界六大マラソン
  - ボストンマラソン、ロンドンマラソン、ベルリンマラソン、シカゴマラソン、ニューヨークシティマラソン。以上の世界5大マラソンに東京マラソンを加えたもの[28]
- インターナショナル・フェデレーション・オブ・PGAツアーズ（世界六大ツアー）
  - PGAツアー、アジアンツアー、ヨーロッパツアー、日本ゴルフツアー、オーストラリアツアー、サンシャインツアー[29]